# Щоденник директора школи
«Щоденник директора школи» (рос. «Дневник директора школы») — російський радянський художній фільм 1975 року.

## Сюжет
Фільм розповідає про повсякденне життя директора Ленінградської середньої школи № 183 Свєшнікова (Олег Борисов), фронтовика, який змінив професію письменника на вчительську, зумів знайти себе в роботі з дітьми. До справи він відноситься з підвищеною вимогливістю, відповідальністю, усвідомлюючи важливість ролі вчителя у долі учнів. Директор намагається розібратися в проблемах сучасності, розуміє, що і педагогічні принципи повинні стати іншими: на зміну учительському монологу приходить діалог учителя й учня; необхідно визнати право молодих на власне судження.
Стверджуючи у своїй діяльності принципи терпимості, поваги до особистості учня, його здібностей, Свєшніков вступає в конфлікт із симпатичним йому завучем Валентиною Федорівною (Саввіна), що дорікає директора в лібералізмі і потуранні.
Хоча у власній сім'ї у Свєшнікова його педагогічні принципи натикаються на єршистість і юнацький максималізм власного сина, який відстоює свою самостійність.

## У ролях
- Олег Борисов — Борис Миколайович Свєшніков, директор школи
- Ія Саввіна — Валентина Федорівна, завуч
- Алла Покровська — Ліда, дружина Свєшнікова
- Олександр Сников —  Сергій, син Свєшнікова
- Людмила Гурченко — Інна Сергіївна, вчителька
- Олена Соловей — Тетяна Георгіївна, вчителька англійської мови
- Сергій Кошонін — Ігор Кольцов, учень
- Георгій Тейх — Генріх Григорович, вчитель
- Микола Лавров — Олег Павлович, вчитель
- Юрій Візбор — Павлик Смирнов, однокласник Свєшнікова (озвучив Олександр Дем'яненко)
- Віктор Павлов — Ібрагімов Павло Матвійович, директор готелю
- Ж. Каждан — Оля, наречена Сергія

## В епізодах
- Микола Муравйов — батько Кольцова
- Віктор Петров — батько Постнікова
- Агнія Елекоєва — мама Олі
- Борис Лескінен — батько Олі
- М. Литвяк — поет
- В. Лебедєв, Р. Любовицький, Л. Морозов, Є.Єфімова, Ст. Сливкова, М. Смирнова, С. Журавльова (вчителька), Л. Смолякова (вчителька)
- В. Кирилова — тамада на весіллі
- У фільмі знімалися учні ленінградських шкіл: Наташа Медведєва (Поплавська), Міша Качанин, Оля Перепьолкіна, Вітя Рахімов, Люда Кисильова, Ніна Варга, Андрій Грецов (Постніков), Вася Шурупів.

### Немає в титрах
- Анатолій Петров
- Павло Первушин — шкільний завгосп
- Ольга Григор'єва — Лариса Петрівна, вчителька 1-х класів
- Гелена Івлієва — піонервожата Неля
- Алла Мальцева — Лєночка, наречена на весіллі
- Віктор Зуєв — Саша, наречений Оленки
- Олег Бєлов — старший лейтенант міліції
- Тетяна Горлова — Ксенія Миколаївна, сусідка Валентини Федорівни (озвучила Віра Кузнєцова)
- Олександр Жданов — танцюючий на весіллі
- Ганна Твеленьова — гостя на дні народження
- Дмитро Образцов — гість на дні народження
- Ніна Філонова — гостя на весіллі

## Знімальна група
- Сценарій — Анатолія Гребньова
- Режисер-постановник — Борис Фрумін
- Головний оператор — Олексій Гамбарян
- Головний художник — Юрій Пугач
- Композитор — Віктор Лебедєв
- Звукооператор — Б. Лівшиць
- Режисер — А. Бурмістрова
- Оператори — В. Масеев, В. Марков
- Монтажер — Т. Денисова
- Редактор — В. Шварц
- Асистенти режисера: А. Тигай, Т. Бузян, К. Самойлова
- Асистент оператора — В. Немтінов
- Майстер світла — Б. Смирнов
- Художник з костюмів — Н. Ландау
- Художник по декораціям — М. Суздалов
- Художник по гриму — Г. Грушина
- Ленінградський естрадно-симфонічний оркестр телебачення і радіомовлення: Диригент — Лео Корхін
- Директор картини — Євген Волков[2].

## Технічні дані
- Фільм знятий на плівці Шосткинського хімкомбінату «Свема».